# Bou Merdès (delegación)
Bou Merdès es una delegación de la gobernación de Mahdía en Túnez. En abril de 2014 tenía una población censada de 33 890 habitantes.
Se encuentra ubicada en el centro-este del país, al sur de la capital, la ciudad de Túnez y al oeste del mar Mediterráneo.